# 1975 en arts plastiques
| Années des arts plastiques : 1972 - 1973 - 1974 - 1975 - 1976 - 1977 - 1978    |
| Décennies des arts plastiques : 1940 - 1950 - 1960 - 1970 - 1980 - 1990 - 2000 |

Cette page concerne l'année 1975 en arts plastiques.

## Naissances
- Mariana Castillo Deball, née à Mexico,  artiste contemporaine.

## Décès
- 1er janvier : Alice Halicka, peintre franco-polonaise (° 20 décembre 1894),
- 4 janvier : Carlo Levi, écrivain et peintre italien (° 29 novembre 1902),
- 12 janvier : Robert Cami, dessinateur, graveur et illustrateur français (° 1er janvier 1900),
- 29 janvier : Ģederts Eliass, peintre letton (° 23 septembre 1887),
- 4 février : Alphonse Rodet, peintre français (° 16 octobre 1890),
- 13 février : Joaquín Peinado, peintre espagnol (° 19 juillet 1898),
- 14 février : Germán Cueto, peintre, sculpteur et créateur de marionnettes mexicain (° 8 février 1893),
- 18 février : Xavier de Poret, peintre animalier, portraitiste et illustrateur français (° 12 avril 1894),
- 22 février : Kateryna Antonovytch, peintre et professeure d'histoire de l'art russe puis soviétique (° 23 octobre 1884),
- 23 février : Hans Bellmer, peintre allemand (° 13 mars 1902),
- 12 mars : Robert Pernin, peintre français (° 22 janvier 1895),
- 26 mars : Erica von Kager, peintre et illustratrice suisse (° 28 avril 1890),
- 29 mars : Louis Morel, peintre et sculpteur français (° 30 novembre 1887),
- 1er avril : Berthold Mahn, peintre, dessinateur, lithographe et illustrateur français (° 25 décembre 1881),
- 2 avril : Arnold Brügger, peintre suisse (° 18 octobre 1888),
- 27 avril : Lucien Fontanarosa, peintre et illustrateur français (° 19 décembre 1912),
- 30 avril : Eugène Paul, peintre, dessinateur, graveur au burin et lithographe expressionniste français (° 2 juillet 1895),
- 6 mai : Fernand Verhaegen, peintre belge (° 27 juillet 1883),
- 10 mai : Zygmunt Haupt, écrivain et peintre polonais (° 5 mars 1907),
- 13 mai : Karl Reille, peintre animalier français (° 8 avril 1886),
- 17 mai : Jacques Derrey, peintre et graveur français (° 22 septembre 1907),
- 19 mai : Dorette Muller, peintre et affichiste française (° 1894),
- 24 mai : José Luis Zorrilla de San Martín, sculpteur et peintre espagnol naturalisé uruguayen (° 5 septembre 1891),
- 27 mai : Émilien Dufour, peintre et illustrateur français (° 27 novembre 1896),
- 9 juin : Janina Konarska, peintre et sculptrice polonaise (° 30 avril 1900),
- 14 juin : Xavier de Langlais, peintre, graveur et écrivain français (° 27 avril 1906),
- 20 juin : Henri Mahé, peintre, décorateur et réalisateur français (° 17 juillet 1907),
- 30 juin : Mitsuharu Kaneko, peintre et poète anti-militariste japonais (° 25 décembre 1895),
- 4 juillet : Bernard Saby, peintre et dessinateur français (° 8 mai 1925),
- 14 juillet : Émile Guillaume, peintre français (° 19 juin 1900),
- 25 juillet : Georges Fréset, peintre naturaliste, paysagiste, graveur et illustrateur français (° 22 juillet 1894),
- 6 août : Louise Pascalis, illustratrice et peintre française (° 6 juin 1893),
- 28 août : Leif Knudsen, peintre et lithographe suédois (° 20 novembre 1928),
- 5 septembre : Inshō Dōmoto, peintre japonais de l'école Nihonga (° 25 décembre 1891),
- 10 septembre : Raymond Tournon (fils), peintre et décorateur de cinéma français (° 13 mars 1901),
- 12 septembre : Émile Flamant, peintre et fresquiste français (° 18 janvier 1896),
- 13 septembre : Shikō Munakata, peintre japonais (° 5 septembre 1903),
- 21 septembre : Bedri Rahmi Eyüboğlu, peintre, écrivain et poète turc (° 1911),
- 1er octobre : Nelly van Doesburg, danseuse, pianiste, peintre et artiste d'avant-garde néerlandaise (° 27 juillet 1899),
- 17 octobre : Emmanuel-Charles Bénézit, peintre, graveur et historien de l'art français (° 28 novembre 1887),
- 20 octobre : Ernest Boguet, peintre français (° 17 juillet 1902),
- 26 octobre :
  - Joseph Lacasse, peintre et sculpteur belge (° 5 août 1894),
  - Camille Liausu, peintre français (° 22 novembre 1894),
  - Pierre Pelloux, peintre français (° 9 décembre 1903),
- 31 octobre : Gazi le Tatar, peintre et poète montmartrois (° vers 1900),
- 9 novembre : Pierre Bertrand, peintre français (° 4 mai 1884),
- 16 novembre :
  - János Kmetty, peintre hongrois (° 23 décembre 1889),
  - André Sauvage, cinéaste, réalisateur, écrivain et peintre français (° 12 juillet 1891),
- 17 novembre : Dušan Adamović, peintre serbe puis yougoslave (° 28 juillet 1893),
- 20 novembre : Pierre-Paul Emiot, peintre français (° 24 octobre 1887),
- 24 novembre : Serge Charchoune, peintre et poète d'origine russe (° 16 août 1888),
- 27 novembre : Salvador Salazar Arrué, écrivain, peintre et diplomate salvadorien (° 22 octobre 1899),
- 30 novembre : Fausto Pirandello, peintre italien (° 17 juin 1899),
- 5 décembre: Gilbert Louage, peintre français (° 27 novembre 1930),
- 12 décembre : Jacques Cordier, peintre français (° 11 août 1937),
- 13 décembre : Alexis Preller, peintre sud-africain (° 6 septembre 1911),
- 24 décembre : Henri Charlier, peintre et sculpteur français (° 18 avril 1883),
- 29 décembre : Francisco Díaz de León, peintre et graveur mexicain (° 24 décembre 1897),
- 30 décembre : Francis Cariffa, peintre français (° 28 août 1890),
- ? :
  - Giovanni Borgonovo, peintre italien (° 26 juin 1881),
  - Laure Bruni, peintre française (° 28 janvier 1886),
  - Eustachio Catalano, peintre italien (° 1893),
  - Henri-Georges Cheval, peintre français (° 2 décembre 1897),
  - Victor Darbefeuille, peintre français (° 1886),
  - João Faria Viana, graveur et peintre brésilien (° 1905),
  - Grégoire Nicolas Finez, peintre français (° 30 octobre 1884),
  - Ōta Masamitsu, peintre japonais (° 1892).